# Baidu
Baidu (chinesisch 百度, Pinyin bǎidù) ist ein chinesisches Unternehmen, das die gleichnamige Websuchmaschine betreibt. Eine Besonderheit ist die Möglichkeit zur Suche nach MP3-Dateien. Laut der Statistik von Alexa Internet gehört Baidu zu den drei weltweit am häufigsten aufgerufenen Websites.
Baidu ist Marktführer in China mit einem Marktanteil von 74 Prozent im Bereich Suchmaschinen (Stand: 2020).

## Ursprung des Firmennamens
Der Name wurde von einem Gedicht inspiriert, das vor mehr als 800 Jahren während Chinas Song-Dynastie geschrieben wurde. Das Gedicht vergleicht die Suche nach einer sich zurückziehenden Schönheit inmitten chaotischen Glamours mit der Suche nach den Träumen, während man sich den vielen Hindernissen des Lebens stellt. „Hunderttausende Male suchte ich sie im Chaos / Plötzlich drehte ich mich zufällig dorthin, wo die Lichter nachließen, und da stand sie.“ Baidu bedeutet wörtlich „hunderte Male“.

## Geschichte
Baidu wurde im Januar 2000 von Robin Li und Eric Xu gegründet. Baidu hat seinen Ursprung in RankDex, einer früheren Suchmaschine, die Robin Li 1996 entwickelt hatte, bevor er im Jahr 2000 Baidu gründete. Der Hauptfirmensitz des Unternehmens ist in Peking.
Im Jahr 2005 zählt Baidu 115 Millionen Nutzer. Im selben Jahr wurde Baidu über seine auf den Caymaninseln eingetragene Tochtergesellschaft an der New York Stock Exchange gelistet.
Im Jahr 2011 schloss Baidu eine Vereinbarung mit Microsoft über englischsprachige Suchanfragen ab.
Im März 2021 sicherte sich Baidu eine Zweitnotierung an der Hongkonger Börse und nahm dabei 3,1 Milliarden US-Dollar ein.
Im September 2023 startet die Suchmaschine ihren Chatbot, der auf ihrem generativen KI-Modell GenAI Ernie basiert.

## Zensur
Baidus Zusammenarbeit mit den chinesischen Behörden hat der Suchmaschine immer wieder den Vorwurf
eingebracht, sich an der staatlichen Internetkontrolle in der Volksrepublik China zu beteiligen. So wirft Reporter ohne Grenzen dem Unternehmen das systematische Filtern „subversiver“ Inhalte vor.  Kurioserweise halfen Zensurmaßnahmen bei der Suche nach Internierungslagern, da diese auf Luftbildaufnahmen durch „ungewöhnliche Zensurkacheln“ verdeckt waren.

## Baike
Baidu Baike (chin. 百度百科 bǎidù bǎikē) ist ein neuer Bereich der Suchmaschine, ein Projekt zum Aufbau einer Enzyklopädie ähnlich der Wikipedia. Anders als bei Wikipedia können nur angemeldete Mitglieder Artikel schreiben oder bearbeiten; Änderungen müssen erst von einem Moderator freigeschaltet werden.

## Tieba
Baidu Tieba (chin. 百度贴吧 bǎidù tiēbā)  ist eine Onlinecommunity, auf dem Nutzer Foren zu verschiedenen Themen erstellen und sich an Diskussionen beteiligen können, ähnlich der Plattform Reddit. 2015 hatte Tieba 300 Millionen monatlich  aktive Nutzer und 1,5 Milliarden registrierte Nutzer.

## Selbstfahrende Autos
Baidu begann 2017 an selbstfahrenden Fahrzeugen zu forschen (Apollo-Projekt). Im Juli 2022 stellte Baidu den Apollo RT6 vor, ein fahrerloses Fahrzeug für seine Taxiflotte. Am 20. Juli 2022 wurde in Peking das erste kommerzielle Pilotprogramm für unbemannte Verkehrsdienste in China offiziell gestartet. Bis April 2024 hatte Apollo Go, der autonome Fahrdienst von Baidu, sechs Millionen Fahrten mit fahrerlosen Robotaxis in elf chinesischen Städten absolviert. Der Dienst betreibt eine Flotte von über 400 fahrerlosen Fahrzeugen allein in Wuhan.
Am 4. August 2025 gab Baidu eine Vereinbarung mit Lyft bekannt, um sein Robotaxi-Geschäft auf Europa auszuweiten. Im Rahmen dieser Vereinbarung wird Baidu Lyft selbstfahrende Autos zur Verfügung stellen. Die Autos werden von Jiangling Motors hergestellt und sollen ab 2026 in Deutschland und Großbritannien zum Einsatz kommen.

## Bücher
Baidu Tushu (chinesisch 百度图书, Pinyin bǎidù túshū) ist das Pendant zu „Google Bücher“. Anders als bei Google Bücher gibt es bei Baidu Tushu keine eingescannten Seiten der Bücher. Man kann also das Buch online weder komplett noch auszugsweise lesen. Begründet wird dies unter anderem mit dem Urheberrecht. Allerdings wird darauf hingewiesen, dass die Bücher bei verschiedenen „Partnern“ online zu lesen seien.
Für (fast) jedes Buch wird eine Web-Adresse angegeben, unter der das Buch gekauft werden kann. In den meisten Fällen sind dies bookschina.com und wl.cn. Seit 2000 gibt es zudem eine chinesische Seite von amazon.com (früher joyo.cn).
Auf der Seite für Detailinfos findet man auch sämtliche bibliografische Daten der Bücher, die sich allerdings je nach Anbieter leicht unterscheiden bzw. unterschiedlich umfangreich sind.

## Finanzen
Baidu ging am 5. August 2005 an die Börse und wird unter dem Kürzel BIDU gehandelt.
Der Eröffnungskurs betrug 67,11 Dollar. Im Juni 2010 war der Kurs nach einem 10:1 Split auf 76,36 Dollar gestiegen.
Robin Li und Eric Xu stiegen damit zu Milliardären auf. Auf der Liste von Forbes steht Li an 258. Stelle.
An der Börse wird Baidu wie Google von Goldman Sachs beraten. Im Juni 2004 erwarb die Firma Google einen zweiprozentigen Aktienanteil für 5 Millionen Dollar, den sie zwei Jahre später für knapp 60 Millionen Dollar wieder verkaufte.
Baidu finanziert sich wie Google durch Online-Marketing. Baidu hat dazu P4P (Pay for Performance) gewählt. Dabei zahlt der Auftraggeber basierend auf dem Ertrag aus seiner Investition.
Im ersten Quartal 2010 betrugen Baidus Einnahmen aus dem P4P-Geschäft 189,5 Millionen Dollar vor Steuern.